# Reijerscopse Wetering

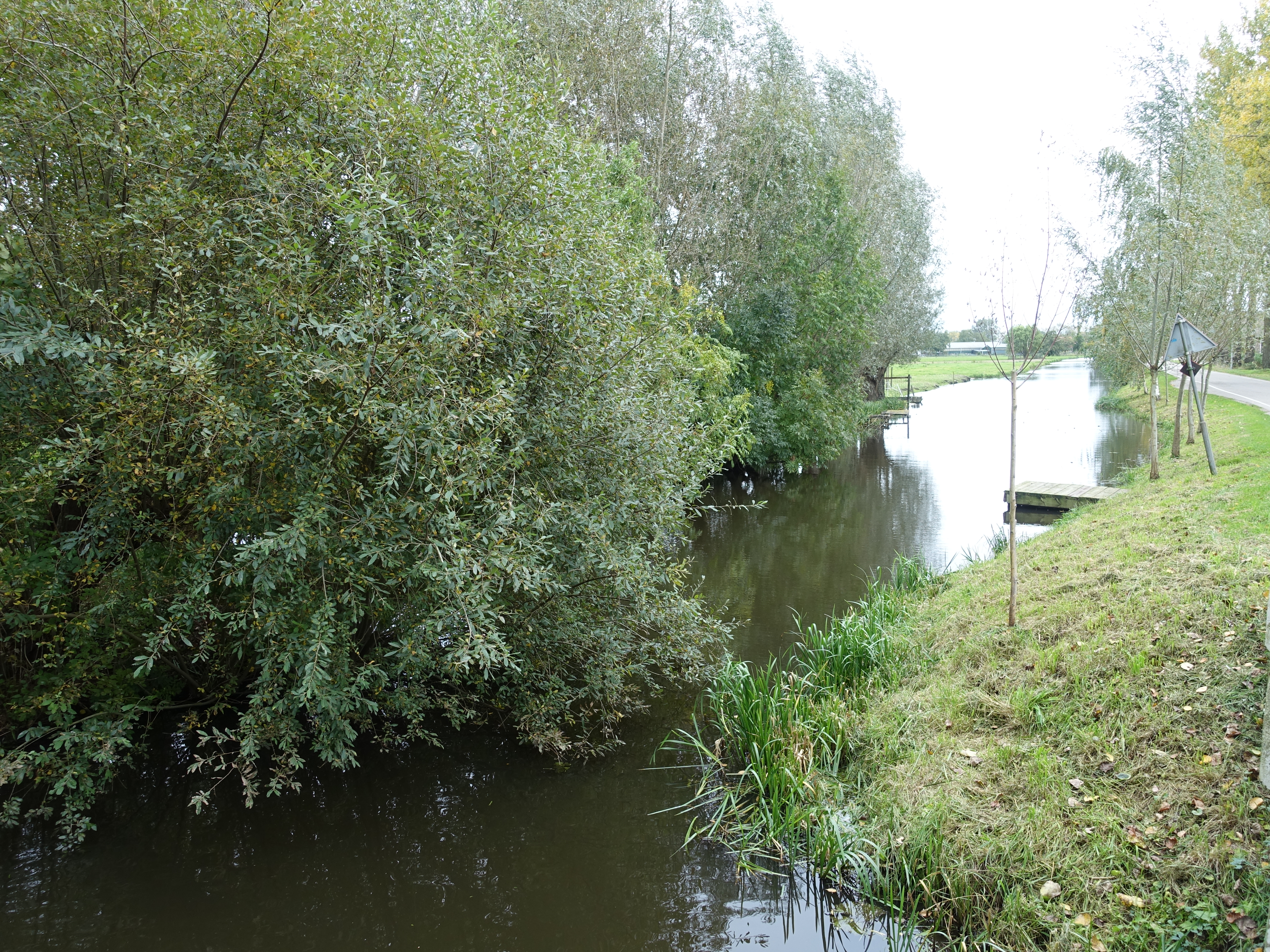
Reijercopse Wetering aan de westzijde, gefotografeerd richting Utrecht.

De Reijerscopse Wetering is een afwateringskanaal in de tot de provincie Utrecht behorende gemeenten Utrecht en Woerden. Deze wetering ligt naast de noordzijde van de buurtweg Reijerscop. In de middeleeuwen was deze wetering de basis van waaruit de polder Reijerscop in zuidelijke richting werd ontgonnen. Deze wetering loopt zo goed als evenwijdig met de 1,25 km noordelijker gelegen Leidse Rijn. Tussen de Leidse Rijn en de Reijerscopse Wetering lag de Polder Veldhuizen. De Reijerscopse wetering was daarom tegelijk ontginningsbasis van de Polder Reijerscop en achterwetering van de Polder Veldhuizen. Deze wetering voert het water uit de polders via de Bijleveldsche vliet af naar de Leidse Rijn, het deel van de Oude Rijn tussen Utrecht en Harmelen.